# Ellens dritter Gesang
Ellens dritter Gesang (Ellens Gesang III, D839, Op. 52 n. 6, 1825), Terzo canto di Ellen in italiano, fu composta da Franz Schubert nel 1825 come parte della sua Opus 52, un gruppo di sette lieder tratte dal poema epico dello scrittore scozzese Walter Scott, The Lady of the Lake, tradotto in lingua tedesca.
Essa è divenuta una delle più note composizioni di Schubert, con il titolo Ave Maria, abbinata a versi molto differenti da quelli originali del poema.

## The Lady of the LakeeAve Maria

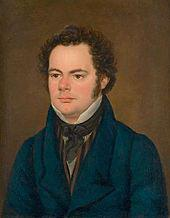
Franz Schubert, 1827

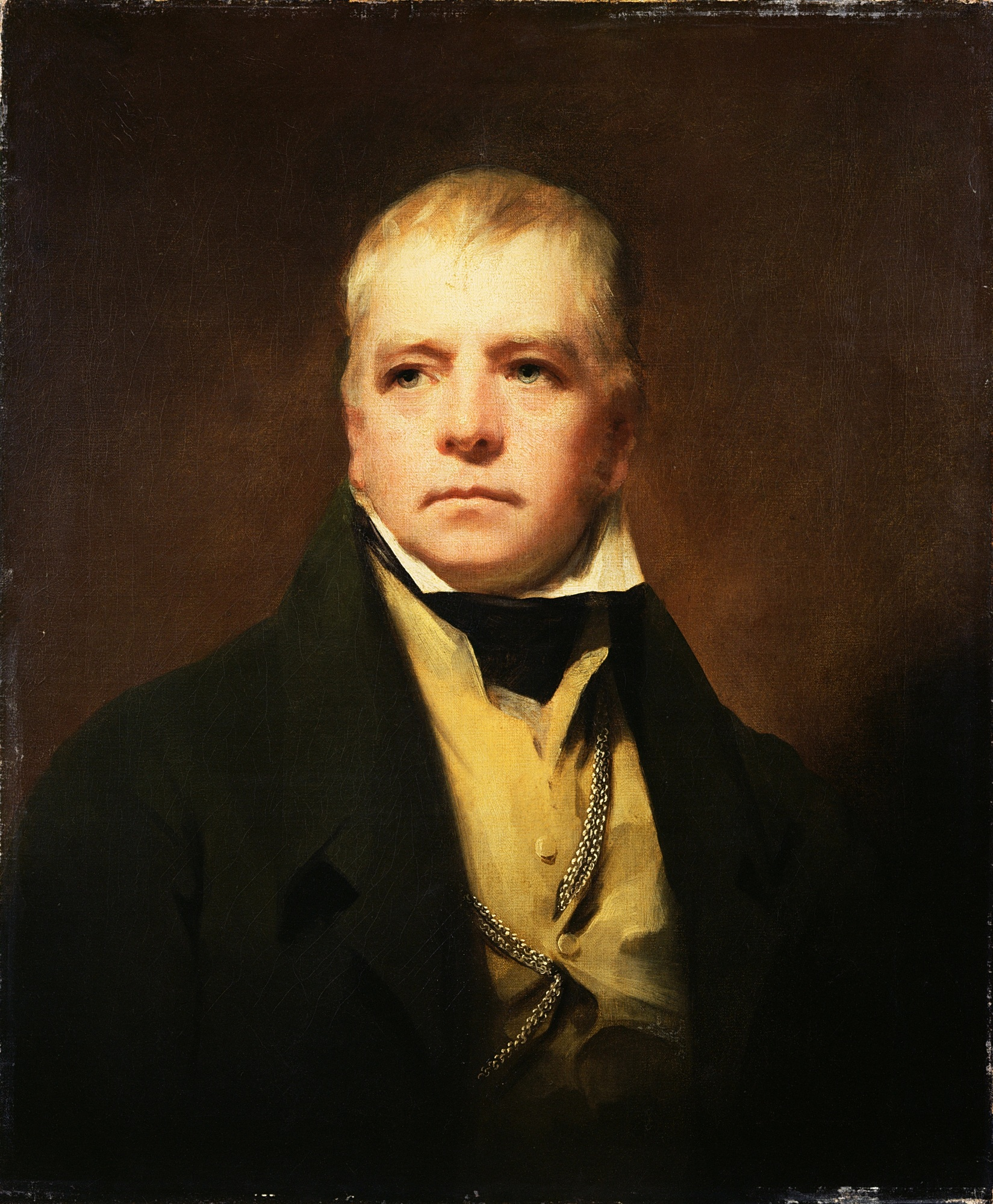
Walter Scott, 1822

Il pezzo faceva parte di sette lieder su testi di Walter Scott tratti dal suo poema The Lady of the Lake, in una traduzione in tedesco di Adam Storck (1780-1822), e tutti facenti parte dell'opera di Schubert, Liederzyklus vom Fräulein vom See.
Nel poema di Scott, il personaggio di Ellen Douglas, la Lady del Lake (Loch Katrine nelle Highlands scozzesi) è quello di una ragazza andata in esilio con suo padre e che vive nella "grotta di Goblin", in quanto il padre ha rifiutato di unirsi a Roderick Dhu, in ribellione contro il re Giacomo. Roderick Dhu, capo di un clan scozzese, vive sulla montagna con i suoi guerrieri e si attarda ad ascoltare il suono lontano del suonatore di arpa, il bardo Allan-Bane, che accompagna Ellen mentre canta una preghiera rivolta alla Vergine Maria, invocando il suo aiuto. Roderick Dhu si ferma ad ascoltarla e poi prosegue verso la battaglia.
La canzone di Schubert sembra sia stata eseguita, per la prima volta, presso il castello della contessa Sophie Weissenwolff nella cittadina austriaca di Steyregg e a lei dedicata tanto che ella divenne nota come "la signora del lago".
Le parole iniziali pronunciate da Ellen, "Ave Maria", non hanno alcun rapporto con l'omonima preghiera della tradizione cattolica, il cui testo latino è stato in seguito solo adattato alle note di Schubert, e non musicato come tale dal compositore.
Non essendo un brano prettamente liturgico, in molte diocesi italiane è stato disposto di non far cantare il brano o di eseguirlo solo strumentale durante le celebrazioni; può però essere cantato prima dell'inizio della messa o dopo la fine. In occasione dei matrimoni, molti sacerdoti ne autorizzano l'esecuzione, data la tradizione, con la restrizione all'uso del testo in lingua latina. Accanto all'Ave Maria di Bach-Gounod e a quella di Offenbach, l'Ave Maria di Schubert è entrata nel repertorio di funerali, messe nuziali o battesimi.

## Collocazione nel ciclo
Nel 1825 Schubert compose una selezione di sette liriche tratte dal poema di Scott, The Lady of the Lake. Esse vennero pubblicate nel 1826 come op. 52.
I lieder non furono composti per un unico esecutore: le tre canzoni di Ellen furono scritte per pianoforte e voce femminile, mentre le canzoni di Norman e del conte di Douglas per il baritono Johann Michael Vogl. Le rimanenti due canzoni furono scritte, una per coro maschile e l'altra per coro femminile.
1. Ellens Gesang I D 837 Raste Krieger, Krieg ist aus
2. Ellens Gesang II D 838 Jäger, ruhe von der Jagd
3. Bootgesang D 835 Triumph, er naht per quartetto di voci virili
4. Coronach (canzone funebre di donne e ragazze) D 836 Er ist uns geschieden per coro femminile
5. Normans Gesang D 846 Die Nacht bricht bald herein
6. Ellens Gesang III (inno alla Vergine) D 839 Ave Maria! Jungfrau mild!
7. Lied des gefangenen Jägers D 843 Mein Roß so müd

Schubert compose i lieder su testi in tedesco. Comunque, ad eccezione della n. 5, esse erano chiaramente intese come da pubblicare nel loro testo originale in lingua inglese. Questo significa trovare corrispondenze con la traduzione a volte del tutto gratuita di Storck, che ha comportato notevoli difficoltà.

## Testo di "Ellens dritter Gesang"
| Traduzione di Storck usata da Schubert Ave Maria! Jungfrau mild, Erhöre einer Jungfrau Flehen, Aus diesem Felsen starr und wild Soll mein Gebet zu dir hinwehen. Wir schlafen sicher bis zum Morgen, Ob Menschen noch so grausam sind. O Jungfrau, sieh der Jungfrau Sorgen, O Mutter, hör ein bittend Kind! Ave Maria! Ave Maria! Unbefleckt! Wenn wir auf diesen Fels hinsinken Zum Schlaf, und uns dein Schutz bedeckt Wird weich der harte Fels uns dünken. Du lächelst, Rosendüfte wehen In dieser dumpfen Felsenkluft, O Mutter, höre Kindes Flehen, O Jungfrau, eine Jungfrau ruft! Ave Maria! Ave Maria! Reine Magd! Der Erde und der Luft Dämonen, Von deines Auges Huld verjagt, Sie können hier nicht bei uns wohnen, Wir woll'n uns still dem Schicksal beugen, Da uns dein heil'ger Trost anweht; Der Jungfrau wolle hold dich neigen, Dem Kind, das für den Vater fleht. Ave Maria! | Traduzione dell'Ave Maria in lingua italiana Ave Maria! Vergine dolce, esaudisci la preghiera di una vergine, da questa rupe aspra e selvaggia giunga fino a te la mia invocazione. Fino al mattino dormiremo sicuri, per quanto crudeli possano essere gli uomini. O Vergine, considera gli affanni di una vergine. O Madre, ascolta una figlia che ti invoca! Ave Maria. Ave Maria! Immacolata! Quando ci chiniamo su questa rupe per dormire, e la tua protezione ci avvolge, la dura roccia diventa per noi morbida. Tu sorridi e un profumo di rosa sovrasta l'umido tanfo di questo crepaccio. O Madre, ascolta una figlia che ti supplica. O Vergine, una vergine ti chiama! Ave Maria. Ave Maria! Vergine pura! I demoni della terra e dell'aria, respinti dalla grazia del tuo sguardo, non possono restare fra noi. Accettiamo in silenzio il nostro destino, perché assistiti dal Tuo santo conforto. Benevola chinati su questa vergine, verso la figlia che per il padre prega. Ave Maria. |

Hymn to the Virgin di Sir Walter Scott
Ave Maria! maiden mild!

Listen to a maiden's prayer!

Thou canst hear though from the wild;

Thou canst save amid despair.

Safe may we sleep beneath thy care,

Though banish'd, outcast and reviled -

Maiden! hear a maiden's prayer;

Mother, hear a suppliant child!

Ave Maria
Ave Maria! undefiled!

The flinty couch we now must share

Shall seem this down of eider piled,

If thy protection hover there.

The murky cavern's heavy air

Shall breathe of balm if thou hast smiled;

Then, Maiden! hear a maiden's prayer,

Mother, list a suppliant child!

Ave Maria!
Ave Maria! stainless styled.

Foul demons of the earth and air,

From this their wonted haunt exiled,

Shall flee before thy presence fair.

We bow us to our lot of care,

Beneath thy guidance reconciled;

Hear for a maid a maiden's prayer,

And for a father hear a child!

Ave Maria.

## Uso nel filmFantasiadi Disney
Walt Disney utilizzò il lied di Schubert nel finale del film Fantasia, unendola a Una notte sul Monte Calvo di Mussorgsky. La fine del tema di Mussorgsky viene miscelata, senza alcuna pausa, all'inizio del lied di Schubert. Le campane di Una notte sul Monte Calvo, che originariamente avevano lo scopo di segnalare l'arrivo dell'alba, ora sembrano essere le campane della chiesa che invitano i fedeli alle funzioni religiose. 
Il testo di questa versione è cantato in lingua inglese e venne scritto da Rachel Field. Questa versione ha anch'essa tre strofe, come l'originale di Schubert, ma solo la terza è inserita nel film (una riga dell'ultimo verso è parzialmente ripetuta per mostrare come cantata nel film):
Ave Maria!

Now your ageless bell

so sweetly sounds for listening ears,

from heights of Heaven to brink of Hell 

in tender notes have echoed through the years.

Aloft from earth's far boundaries 

Each poor petition, every prayer, 

the hopes of foolish ones and wise 

must mount in thanks or grim despair. 

Ave Maria!
Ave Maria!

You were not spared one pang of flesh, or mortal tear; 

So rough the paths your feet have shared, 

So great the bitter burden of your fear. 

Your heart has bled with every beat. 

In dust you laid your weary head, 

the hopeless vigil of defeat was yours 

and flinty stone for bread 

Ave Maria!
Ave Maria!
Heaven's Bride.

The bells ring out in solemn praise,

for you, the anguish and the pride.

The living glory of our nights,

of our nights and days.

The Prince of Peace your arms embrace,

while hosts of darkness fade and cower.

Oh save us, mother full of grace,

In life and in our dying hour,

Ave Maria!
La versione in Fantasia venne realizzata dal direttore d'orchestra Leopold Stokowski appositamente per il film, e diversamente dall'originale, che è scritta per voce solista, viene eseguita per soprano e coro di voci miste, accompagnati dalla sezione degli archi della Philadelphia Orchestra. La voce solista è quella di Julietta Novis.
Il libretto delle note accluso alla colonna sonora LP di Fantasia, pubblicato da Disneyland Records (mono) e Buena Vista Records (stereo), e il booklet allegato al CD, pubblicato da Walt Disney Records, non contengono i testi di Rachel Field.
| Originale tedesco Ave Maria! Jungfrau mild, Erhöre deiner Kinder Flehen, im Tal der Tränen sei uns Schild lass mein Gebet zu dir hinwehen. Wir schlafen sicher bis zum Morgen, dein Sternenmantel deckt uns zu. O Jungfrau, siehe unsere Sorgen, O schenke unsern Herzen Ruh! Ave Maria! Ave Maria! Reine Magd! Wir wollen gläubig dir vertrauen du süsse Jungfrau, unverzagt voll Hoffnung zu dir aufwärts schauen, und still uns Gottes Willen beugen, da uns dein heilger Trost anweht. O Jungfrau, wolle hold dich neigen dem Kind, das bittend zu dir fleht. Ave Maria! | Traduzione in lingua inglese Ave Maria! Maiden mild, Heed your children's prayers, In the valley of tears, be our shield Let my prayer waft to you. We sleep safely until morning, Your cloak of stars covers us. O Maiden, see our worries, O give peace to our hearts! Ave Maria! Ave Maria! Pure maidservant! We want to trust in you faithfully You, sweet maiden, undaunted Full of hope, to you gaze upward, And calmly bend God's Will to us, That your holy solace may drift to us. O Maiden, full of grace, tend to us The child, that suppliantly entreats you. Ave Maria! |

| Preghiera in lingua latina Ave Maria, gratia plena, Maria, gratia plena, Ave, Ave, Dominus, Dominus tecum. Benedicta tu in mulieribus, et benedictus, Et benedictus fructus ventris, Ventris tui, Jesus. Ave Maria! Ave Maria, Mater Dei, Ora pro nobis peccatoribus, Ora, ora pro nobis; Ora, ora pro nobis peccatoribus, Nunc et in hora mortis, In hora mortis nostrae. In hora, hora mortis nostrae, In hora mortis nostrae. Ave Maria! | Traduzione in lingua inglese Ave Maria, full of grace, Maria, full of grace, Maria, full of grace, Hail, Hail, the Lord The Lord is with you. Blessed art thou among women, and blessed, Blessed is the fruit of thy womb, Thy womb, Jesus. Ave Maria! Ave Maria, Mother of God, Pray for us sinners, Pray, pray for us; Pray for us sinners, Now, and at the hour of our death, The hour of our death. The hour, the hour of our death, The hour of our death. Ave Maria! |

## Altre interpretazioni
Registrazioni della versione latina dell'Ave Maria sulla melodia Ellens dritter Gesang sono state eseguite dai seguenti artisti:
- Ave Maria di Joan Baez contenuta nell'album Noël, 1966
- Ave Maria di Al Bano contenuta negli album A cavallo di due stili, 1970 e Corriere di Natale, 1990
- Ave Maria di Stevie Wonder contenuta nell'album Someday at Christmas, 1967
- Ave Maria di Perry Como contenuta nell'album The Perry Como Christmas Album, 1968
- Ave Maria di José Carreras contenuta nell'album Merry Christmas, 1986
- Ave Maria di Luciano Pavarotti contenuta nell'album Oh Holy Night, 1990
- Ave Maria di Aaron Neville contenuta nell'album Warm Your Heart, 1991
- Ave Maria di Frank Sinatra contenuta nell'album Christmas Songs by Sinatra, 1994
- Ave Maria di Frank Patterson contenuta nell'album Amazing Grace, 1996
- Ave Maria di Andrea Bocelli contenuta negli album Viaggio italiano, 1996 e Sacred Arias, 1999
- Ave Maria di Paula Seling contenuta nell'album Paula Seling, (Fundația Culturală Phoenix) 1996
- Ave Maria di Jewel contenuta nell'album Joy, a Holiday Collection, 1999
- Ave Maria di Barbra Streisand contenuta nell'album Christmas Memories, 2001
- Ave Maria di Johnny Maestro & The Brooklyn Bridge contenuta nell'album Peace on Earth, 2002 e Songs of Inspiration, 2007
- Ave Maria di Chanticleer contenuta nell'album Let It Snow, 2007
- Ave Maria di Kousuke Atari contenuta nell'album Yurai Bana, 2007
- Ave Maria di Chris Botti contenuta nell'album Italia, 2007 (Columbia Records, 88697 07606 2)
- Ave Maria di Mylène Farmer come bonus track contenuta nell'album Point de suture, 2008
- Ave Maria di Beyoncé, contenuta nell'album I Am... Sasha Fierce, 2008
- Ave Maria di Generation Gap contenuta nell'album A New Beginning, 2009
- Ave Maria di Hollie Steel contenuta nell'album Hollie, 2010
- Ave Maria di Daniel Sax, strumentale, 2015
- Ave Maria di Labrinth, contenuta nella colonna sonora di Euphoria, 2020